# Aeroportul Hartford-Brainard
Aeroportul Hartford-Brainard (IATA: HFD, ICAO: KHFD, FAA LID: HFD) este un aeroport din Connecticut, Statele Unite ale Americii. Aeroportul a fost tranzitat în 2019 de 48 de pasageri.
Situat la o altitudine de 5 m, aeroportul dispune de 2 piste.

## Infrastructură

### Piste
Aeroportul dispune de 2 piste. Pista 2/20 are suprafața de asfalt și dimensiunile 4.417 picioare × 150 picioare. Pista 11/29 are suprafața de asfalt și dimensiunile 2.314 picioare × 71 picioare. 